# Tour de Flandes 1941
El Tour de Flandes 1941, la 25ª edición de esta clásica ciclista belga. Se disputó el 4 de mayo de 1941.
El ganador, por segundo año consecutivo, fue el belga Achiel Buysse, que se impuso al esprint a sus seis compañeros de fuga en la llegada a Wetteren. Los también belgas Gustaaf van Overloop y Odiel van den Meersschaut acabaron segundo y tercero respectivamente. 

## Clasificación General
|    | Ciclista                  | Equipo             | Tiempo     |
| -- | ------------------------- | ------------------ | ---------- |
| 1  | Achiel Buysse             | Dilecta-Wolber     | 5h 38' 00" |
| 2  | Gustaaf Van Overloop      |                    | m. t.      |
| 3  | Odiel van den Meersschaut |                    | m. t.      |
| 4  | Maurice Clautier          | Alcyon-Dunlop      | m. t.      |
| 5  | Albert Beirnaert          |                    | m. t.      |
| 6  | Eugene Kiewit             |                    | m. t.      |
| 7  | Jules Lowie               | Mercier-Hutchinson | m. t.      |
| 8  | Martin Van Den Broeck     |                    | + 1' 45"   |
| 9  | Joseph Somers             | Helyett-Hutchinson | + 3' 15"   |
| 10 | Achiel De Backer          |                    | + 5' 00"   |

|}